# Jiří Pfefferkorn
P. Jiří Pfefferkorn z Ottopachu, SJ (11. dubna 1611 Židenice – 20. července 1665, Malá Strana, Praha) byl český jezuita a první superior na Svaté Hoře.

## Život
Jiří Pfefferkorn se narodil v Židenicích (dnes součást Brna) do rodiny šlechtického rodu Pfefferkornů z Ottopachu. Jeho děd Jindřich přišel na Moravu z Rakous a zakoupil zde tři vesnice poblíž Brna (Židenice, Sokolnice a Medlánky). Jeho otec Jiří k tomu přikoupil další blízkou ves Ořechov, kterou později zdědil druhorozený stejnojmenný syn Jiří. Jako mladší syn byl zřejmě určen pro duchovní kariéru, i když je možné, že si svůj osud určil sám.
Do jezuitského řádu vstoupil v roce 1627 v brněnském noviciátu. Poté byl vyslán do Hradce Králové, kde se nakonec stal představeným koleje (superiorem). Následně byl povolán do Březnice, kde opět dosáhl na pozici představeného. V roce 1647 se stal prvním superiorem svatohorským. Tuto funkci vykonával dokonce dvakrát, v letech 1647–51 a 1659–60. Jiří Pfefferkorn byl v roce 1651 převelen zpátky do Březnice, ale svatohorské poutní místo nepřestával sledovat. Na svatou Horu vedl z Březnice řadu procesí. Zdejší jezuitská rezidence při poutní kapli P. Maire totiž administrativně spadala pod březnickou kolej. Po skončení své druhé svatohorské mise byl převelen do Prahy, na Malou Stranu, kde získal nové pole působnosti v tamním profesním domě a kde také 20. července 1665 zemřel.